# Celeste (zangeres)
Celeste Epiphany Waite (Culver City (Californië), 5 mei 1994) is een Britse soulzangeres. Ze won de Rising Star-prijs bij de 2020 Brit Awards. Haar single "Stop This Flame" was 3FM Megahit in januari 2020. Ze werd beschreven door Knack als die "nieuwe Amy Winehouse" na haar overwinning van BBC Sound of 2020. Ze werd voorspeld als doorbraakact door The Guardian, Vogue, NME, MTV, Vevo en Amazon Music.
Op 16-jarige leeftijd schreef Waite het nummer "Sirens", een ode aan haar vader, dat opviel bij een manager. Ze bracht The Milk and the Honey uit, haar debuut-ep in 2017, voor haar tweede ep Lately in 2018. Eind januari 2021 bracht ze Not Your Muse, haar debuutalbum, uit.

## Discografie

### Ep's
- The Milk and the Honey (2017)
- Lately (2018)
- Compilation 1.1 (2019)

### Albums
- Not Your Muse (2021)

### Singles
| Single               | Verschijnen | Hitlijsten | Hitlijsten | Hitlijsten | Hitlijsten | Hitlijsten    | Hitlijsten    | Hitlijsten | Hitlijsten |
| Single               | Verschijnen | BE (VL)    | BE (VL)    | BE (WA)    | BE (WA)    | BE Urban (VL) | BE Urban (VL) | NL         | NL         |
| Single               | Verschijnen | Piek       | Weken      | Piek       | Weken      | Piek          | Weken         | Piek       | Weken      |
| -------------------- | ----------- | ---------- | ---------- | ---------- | ---------- | ------------- | ------------- | ---------- | ---------- |
| Strange              | 04-09-2019  | 47         | 1          | tip        | 4          | 12            | 16            | –          | –          |
| Stop This Flame      | 09-01-2020  | 5          | 25         | 6          | 20         | 1             | 51            | 21         | 15         |
| I Can See the Change | 29-05-2020  | 43         | 1          | tip        |            | 8             | 9             |            |            |
| Little Runaway       | 28-08-2020  | 42         | 7          | tip 39     |            | 9             | 20            |            |            |
| Love Is Back         | 28-12-2020  | 40         | 5*         | tip        |            | 4             | 10            |            |            |